# Les Oranges
Les Oranges (sous-titré Fantaisie) est une nouvelle des Lettres de mon moulin d'Alphonse Daudet. 

## Publication
Les Oranges est initialement publié dans le quotidien Le Bien public du 10 juin 1873 dans la série Les Contes du lundi, avant d'être inséré dans le recueil Robert Helmont de Daudet en 1874,.
À l'instar des Douaniers, des Étoiles, des Sauterelles et d'En Camargue, l’œuvre figure ensuite dans l'édition dite « définitive » des Lettres de mon moulin, publiée par Alphonse Lemerre en 1879.

## Résumé
Prenant prétexte de l'invasion d'oranges en saison de fêtes à Paris, l’auteur se remémore les délices d'orangers admirés en Algérie et en Corse  :
« Je me rappelle un petit bois d’orangers, aux portes de Blidah ; c’est là qu’elles étaient belles ! Dans le feuillage sombre, lustré, vernissé, les fruits avaient l’éclat de verres de couleur, et doraient l’air environnant avec cette auréole de splendeur qui entoure les fleurs éclatantes. [...] Mais mon meilleur souvenir d’oranges me vient encore de Barbicaglia, un grand jardin auprès d’Ajaccio où j’allais faire la sieste aux heures de chaleur. »
L'évocation glisse vers l'ambiance environnante ; 
« Dans le grand silence radieux, l’entretien de ce petit jardin ne troublait pas un oiseau, et son voisinage n’avait rien d’attristant. Seulement la mer en paraissait plus immense, le ciel plus haut, et cette sieste sans fin mettait tout autour d’elle, parmi la nature troublante, accablante à force de vie, le sentiment de l’éternel repos… »

## Adaptation
Les Oranges a été enregistré par Fernandel.